# 迈克·戈德温
迈克尔·韦恩·戈德温（英語：Michael Wayne Godwin，1956年10月26日—），美国律师、作家，电子前哨基金会第一员工顾问。他在1994年10月号的《连线》杂志中提出互联网格言高德温法则及网路爆红事物主张。2007年7月到2010年10月，他担任维基媒体基金会总法律顾问。2011年3月，他当选开放源代码促进会董事。自1994年起，他是《理性》的特约编辑。2019年4月，他当选互联网协会董事。目前是R街研究院创新政策主任兼总顾问。

## 早年
戈德温高中毕业于休斯敦拉马尔高中，之后于1980年凭德克薩斯大學奧斯汀分校艺术学士学位毕业，同时获二号计划（Plan II）荣誉。之后，戈德温赴德克萨斯大学法学院深造，于1990年获法律博士学位。在法学院期间，戈德温自1988年到1989年担任学生报纸《每日德克萨斯人》的编辑。
1990年初，法学院的最后一个学期，戈德温通过奥斯汀分销的BBS社群认识史蒂夫·杰克逊，帮助公开美国特勤局突袭史蒂夫·杰克逊游戏公司事件消息。他的行动后来记载于布鲁斯·斯特林1992年非小说类作品《镇压黑客：电子前沿的法律与混乱》。

## 生涯
戈德温在史蒂夫·杰克逊游戏公司事件初期的角色，使得他于1990年11月获得刚成立的电子前哨基金会的赏识。不久后，作为基金会的首位内部律师，他负责监督组织对史蒂夫·杰克逊游戏公司诉美国特勤局案的援助，帮助游戏公司于1993年赢得官司。1996年，他在挑战通信规范法案的案件担任原告的记录律师。1997年，美国最高法院依美国宪法第一修正案为依据对里诺诉美国公民自由联盟案中的原告方进行裁决。戈德温于1990年代在该案及其他第一修正案中的工作，记载于他的著作《网络权利：捍卫数字时代的言论自由》（1998）。2003年，麻省理工学院出版社再版发行了该书的增补版。
戈德温还是民主技术中心的雇员律师和政策研究员、美国律师传媒《世界知识产权》（IP Worldwide）杂志的首席记者。他还是《理性》的特约编辑，在该刊发表了多篇科幻专家的专访。
2003年到2005年，戈德温担任华盛顿知识产权法组织公共知识的雇员律师，后来担任法律主任。戈德温致力于版权和技术政策，包括数字版权管理与美国版权法之间的关系。在公共知识期间，他监督了成功推翻联邦通信委员会对电视进行数字版权管理限制的广播标志法规的案件。自2005年10月到2007年4月，戈德温担任耶鲁大学研究员，持耶鲁法学院信息社会计划及耶鲁计算机科学系信息评估技术的隐私、义务和权利（ Obligations and Rights in Technologies of Information Assessment）计划双重职位。
2007年7月3日，戈德温出任维基媒体基金会总法律顾问，2010年10月22日辞职。在接受《纽约时报》采访时，戈德温提到了维基百科的自我纠正性质，表示曾改过自己的条目，认为对抗怀言论的最佳方法是用更多的言论。2010年7月，联邦调查局要求维基百科删除该机构印章的条目，戈德温于是用一封“异想天开的书面信”拒绝对方要求，认为他们去解释法律是个坏毛病，而且重要的是解释得不正确。
自2006年起，戈德温与文頓·瑟夫等人共同倡导网络中立性。维基媒体基金会与主要通讯服务供应商联合推出违反网络中立性原则维基百科零计划应用时，戈德温认为该项目弊大于利。不过该项目最终在2018年停摆。
戈德温于2009年1月入选学生出版法律中心董事会，2011年3月入选开放源代码促进会董事会，2019年4月入选互联网协会董事会。

## 流行文化

### 《差分机》角色
“迈克·戈德温”一角出现在1990年布鲁斯·斯特林和威廉·吉布森小说《差分機》中。该角色是两人感谢戈德温连接他们的计算机，使得他们能够在奥斯汀和温哥华之间进行合作而创作的。

### 高德温法则
高德温法则于1990年起提出，内容为：“随着网络讨论变得越来越长，参与者把用户或其言行与纳粹主义或希特勒类比的概率会趋于一。”
他认为这种比较无处不在，使得犹太人大屠杀也变得微不足道。之后他明确表示，另类右派，特别是2017年夏洛蒂鎮团结右翼机会的参加者和巴西极右翼总统雅伊爾·博索納羅堪比纳粹分子。